# Джойс Банда
Джойс Гільда Банда (англ. Joyce Hilda Banda, ньянджа Joyce Banda) — малавійська політична діячка, феміністка та активістка. Президент Малаві (2012—2014). Прийшла до влади після смерті свого попередника.
Джойс Банда є засновницею і лідеркою Народної партії, створеної у 2011 році. Освітянка та феміністична активістка, вона була міністеркою закордонних справ з 2006 по 2009 рік та віцепрезидентом Малаві з травня 2009 по квітень 2012 року. До президентства працювала парламентаркою та міністеркою з питань гендерної рівності та охорони дитинства.
До початку політичної кар'єри вона заснувала Фонд Джойс Банда, Національну асоціацію ділових жінок (NABW), Мережу молодих лідерок, а також Проєкт боротьби з голодом і проєкт «Голод».
Банда була четвертою з президентів Малаві, першою жінкою-президентом і другою жінкою-главою держави після Єлизавети II. Вона була другою жінкою, яка стала президентом на африканському континенті, після Еллен Джонсон-Серліф з Ліберії. Вона також стала першою жінкою-віцепрезидентом країни. У червні 2014 року журнал «Форбс» назвав президента Банду 40-ю найвпливовішою жінкою у світі та найвпливовішою жінкою в Африці. У жовтні 2014 року вона увійшла до списку 100 жінок за версією BBC.

## Життєпис
Народилася в місті Зомба. Починала кар'єру секретаркою при диктаторі Камузу Банді (не родичі).